# Victor Petersen
Victor Petersen (født 26. maj 1918 i Brørup, død 9. februar 2002) var en dansk redaktør og kunstsamler. Hans store samling af værker af J.F. Willumsen er i dag udstillet på Herregården Odden nær Hjørring.
Som ung blev Victor Petersen medejer af en lokalavis i Middelfart. Under 2. verdenskrig blev han afsløret i at trykke illegale blade og måtte flygte til Sverige. Efter krigen modtog han en mindre erstatning fra Frihedsfonden, med hvilken han købte en lokalavis på Mors. Her mødte han sin kommende hustru, Kirsten, med hvem han fik seks børn.
I 1949 blev han redaktør for Svendborg Amtstidende. Året efter overtog han Ribe Stifts Tidende.
Petersen havde fra ganske ung samlet malerier, skulpturer, tegninger, grafik og keramik af J.F. Willumsen. Samlingen blev i 1969 overdraget til en fond, og frem til 1981 var samlingen udstillet på Ribes gamle tekniske skole.
I 1988 erhvervede Kirsten og Victor Petersen herregården Odden, hvor samlingen året efter genåbnede for offentligheden. I 1995 blev Odden overdraget til fonden, hvor kunstamlingen fortsat er udstillet.